# Condor Ferries
Condor Ferries est un opérateur de service de ferrys créé à Guernesey en 1964 et qui opère entre Saint-Malo, les Îles Anglo-Normandes et l'Angleterre. Guernesey ne disposant plus de pavillon en propre, la flotte de Condor Ferries arbore le pavillon des Bahamas.

## Histoire récente

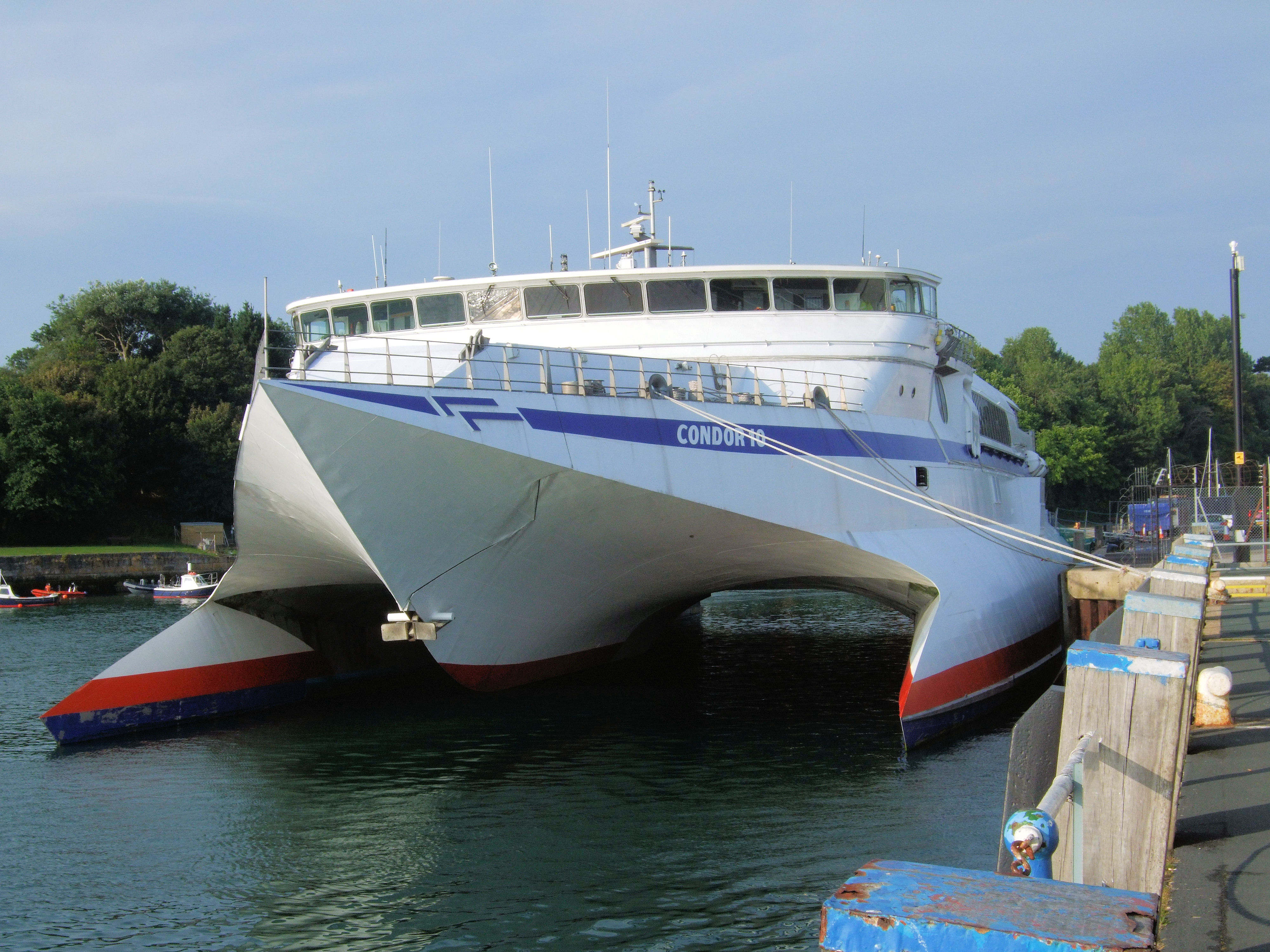
Condor 10 dans le port de Weymouth.

En 1993, Condor Ferries a créé le premier service de voiture à grande vitesse par ferry pour les îles Anglo-Normandes de Weymouth en utilisant le Condor 10.
Durant l'hiver 1993-1994, la société mère de Condor, Commodore Expédition, a repris la société britannique Channel Island Ferries (BCIF) qui exploitait de Poole des services en ferry classique vers les îles Anglo-Normandes. Après avoir repris BCIF, Condor a déplacé le port de départ des services de passagers de Poole vers Weymouth et a transféré le service fret de BCIF à Commodore Expédition. Le navire BCIF Havelet a exploité un service de transbordeurs classique à partir de Weymouth à partir de 1994 aux côtés du Condor 10. 
La saison 1994 a été pour le Condor 10 la dernière sur la ligne Weymouth—îles Anglo-Normandes puisqu'il a été remplacé par un bateau plus grand, le Condor 11 de 78 mètres de long. Le Condor 10 fut, quant à lui, revendu à une entreprise de ferrys du Danemark, Cat-Link.
Condor ferries commanda ensuite le Condor 12 de 81 mètres qui a effectué la ligne Weymouth—îles anglo-normandes durant la saison 1996 avant d'être revendu à la société Holymans et rebaptisé Holyman Rapide.
En 1997, le Condor 12 et le Hamelet furent remplacés par le Condor Express. En mars 1997, Condor Ferries a réinstauré Poole comme étant son port principal. Le Condor Express a par ailleurs souffert de problèmes techniques ce qui a conduit à l'affecter à des services moins exigeants. En conséquence, les gouvernements de Jersey et Guernesey ont mis en jeu le permis d'exploitation pour les traversiers du Royaume-Uni, jusqu'alors détenu par Condor Ferries. P&O European Ferries (en) et Hoverspeed (en) se sont proposés pour effectuer le service, mais c'est finalement Condor qui l'a conservée, sous contrainte de reprendre le Havelet jusqu'à la livraison en 1999 du Commodore Clipper. 
La société a également acheté le Condor Vitesse pour pouvoir créer un nouveau service entre Saint-Malo et Weymouth via Guernesey. Elle a par la suite transféré à nouveau vers Weymouth son port principal du Royaume-Uni, tout en conservant celui de Poole pour les départs d'été. Commodore Shipping devient l'unique propriétaire de Condor à cette époque. En 1999, le Commodore Clipper a été livré à Commodore Ferries et a remplacé le ferry fret Île Commodore. Le nouveau Commodore Clipper étant en mesure de le remplacer par toutes les conséquences météorologiques, le Havelet a été sorti de la flotte.
Le Condor 10 est revenu dans la flotte en mars 2002 pour remplacer le Condor 9 sur la ligne Saint-Malo—Channel Island et pour se mettre pleinement en concurrence avec le service de car-ferry rapide d'Emeraude Lines, exploitée par un sister-ship du Condor 10, l'Emeraude France. Plus tard dans l'année, le Groupe Commodore, qui comprenait Condor Ferries, Commodore Ferries et Commodore Express, a été vendu à une équipe de gestion pour 150 000 000 €, soutenue par ABN AMRO.  Peu de temps après, au début de la saison 2003, le logo de Condor Ferries a été remanié en utilisant la même police que Brittany Ferries avait adoptée en 2002. 
En 2004, les différentes composantes du groupe ont été rebaptisées. Commodore Ferries est devenu Condor Ferries et Commodore Express Logistics, Condor Logistics. Le groupe a été vendu à nouveau en 2004 à la Royal Bank of Scotland pour 240 millions de £.
Le 10 décembre 2007, le mauvais temps a endommagé le Commodore Goodwill à l'entrée du port de Saint-Hélier. L'une des hélices du navire a été endommagée et le navire a été envoyé à Falmouth pour qu'elle soit réparée. Le 13 décembre 2007, le navire cargo Brittany Ferries Coutances a été affrété pour prendre temporairement la place du Commodore Goodwill.

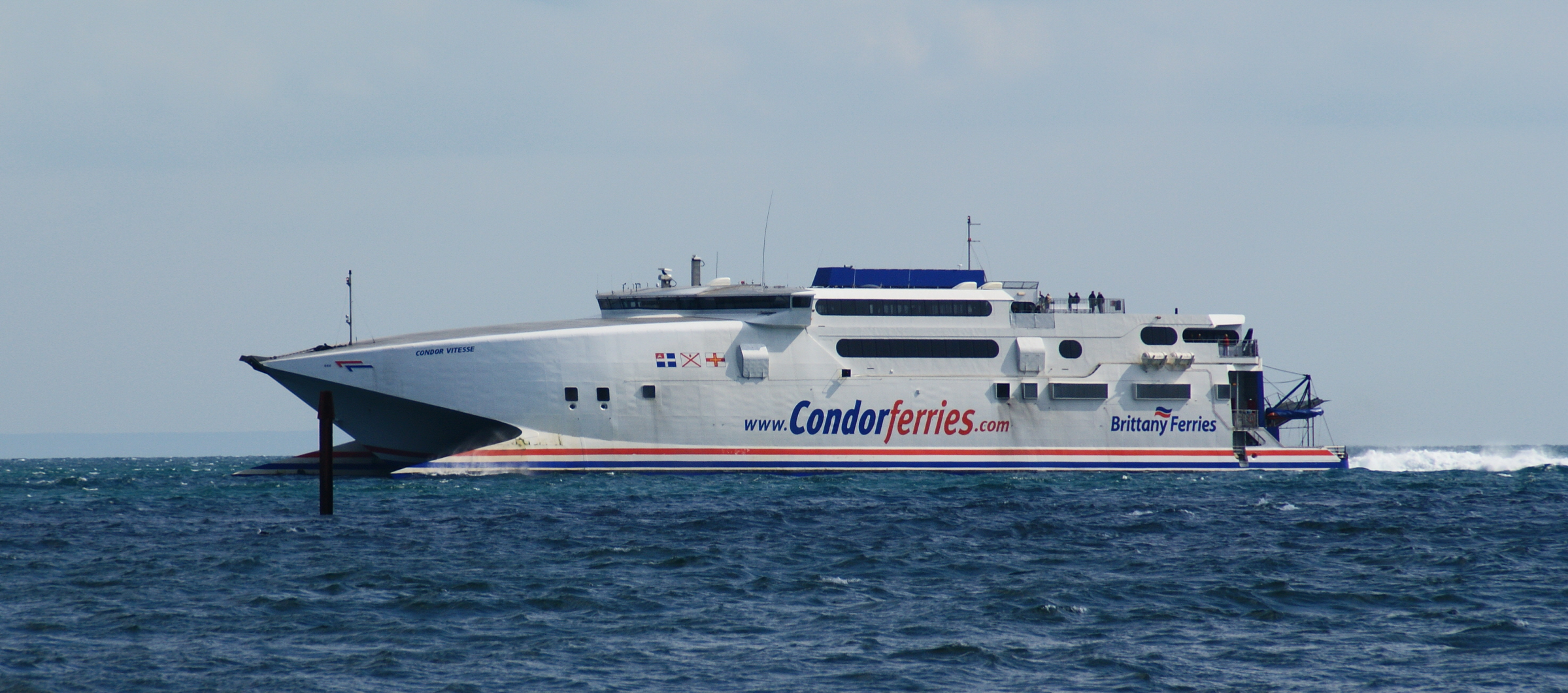
Le Condor Vitesse.

En 2008, le Macquarie European Infrastructure Fund II a pris possession du groupe Condor.
Condor Ferries a acheté, en 2010, un nouveau navire, sister-ship des Condor Vitesse et Condor Express et nommé Condor Rapide.  Il est chargé de remplacer le Condor 10 devenu trop petit. Le Condor Rapide est entré en service le 8 juin 2010.
En mars 2011, par visibilité réduite, le Condor Vitesse entre en collision avec un navire de pêche Les Marquises. La violence de l'impact scinda en deux le navire d'une longueur inférieure à 10 m. Sur les trois membres de l'équipage, deux seront saufs, le patron pêcheur ayant perdu la vie des suites de l'accident.
Le 27 mars 2015, Condor Ferries lance un nouveau navire nommé Condor Liberation. Un choix de nom fait à l'issue d'une consultation menée auprès des habitants des îles anglo-normandes. Au total, Condor Ferries a reçu 7 146 suggestions de nom.
Le nom du nouveau ferry rapide rappelle le 70e anniversaire de la libération des îles anglo-normandes, intervenue le 9 mai 1945. Celles-ci furent le dernier territoire britannique libéré des forces allemandes.
Long de 102 mètres, le Condor Liberation est arrivé le 26 décembre à Poole où il subit un certain nombre d'aménagements. Il remplace les Condor Vitesse et Condor Express qui ont été vendus à la compagnie grecque Seajets. Il desservira notamment les îles anglo-normandes à partir de la Grande-Bretagne. Il a une capacité de 880 passagers et de 245 véhicules.
Condor Ferries a innové en faisant l'acquisition d'un ferry trimaran auprès du chantier australien Austal au lieu des catamarans jusqu'ici en service. La compagnie indique qu'elle s'attend à moins d'annulations de traversée liées au mauvais temps du fait de ce design qui doit assurer plus de stabilité au navire.
Le port de Weymouth ne pouvant accueillir ce nouveau navire au vu de ses dimensions, Condor Ferries n'opère exclusivement qu'à partir de Poole.

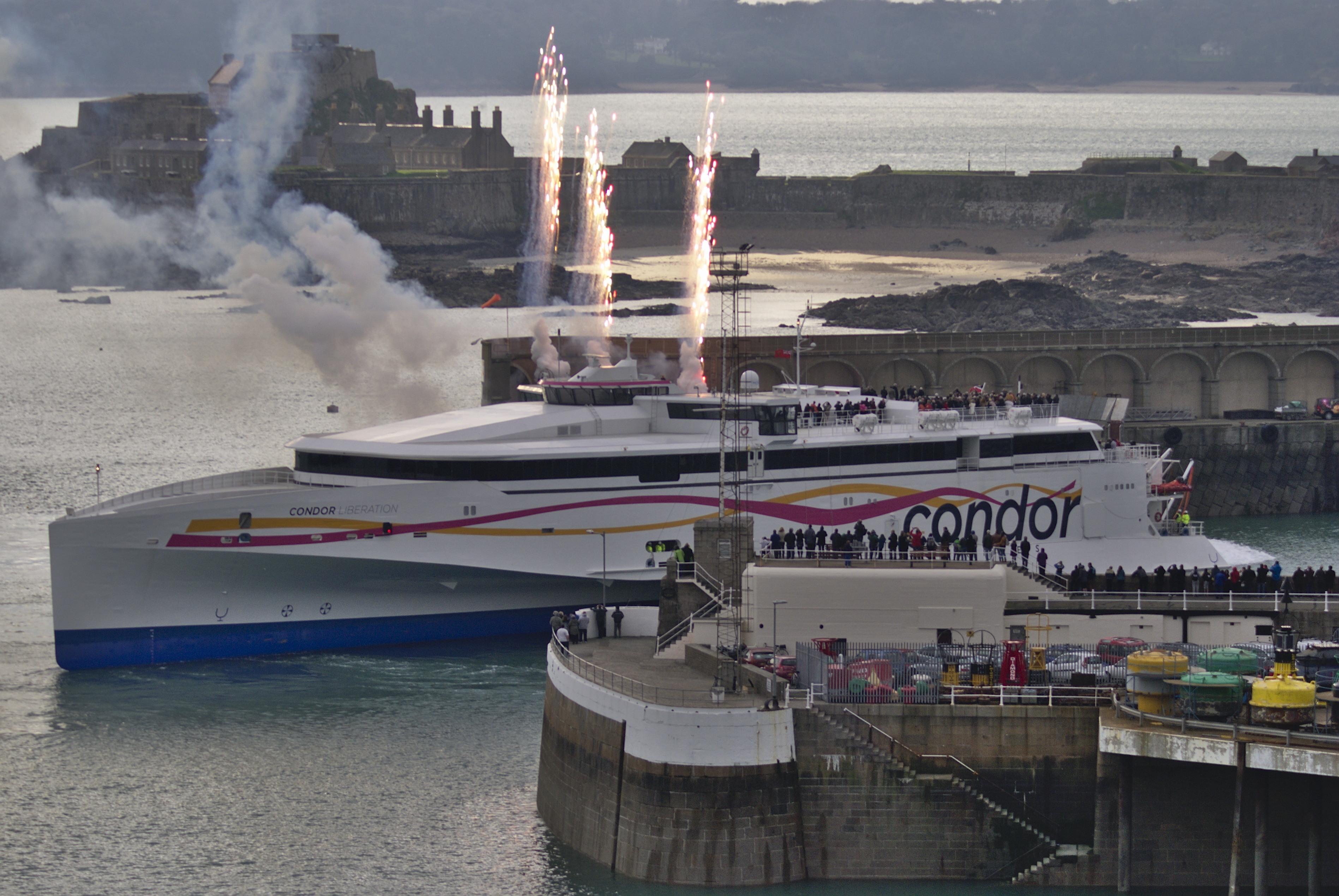
Condor Liberation

## Les routes

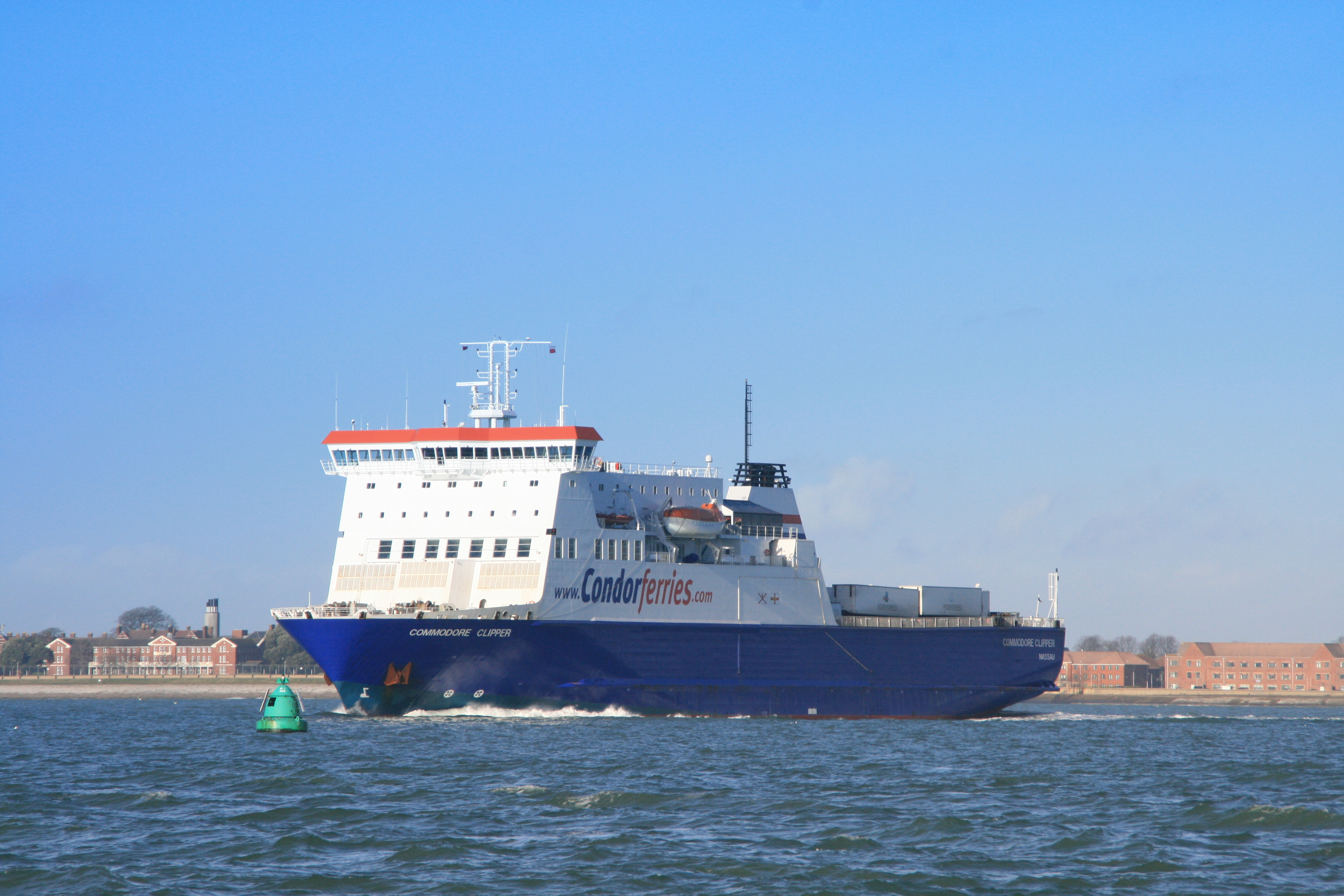
Commodore Clipper 2011.

Condor Ferries exploite les routes suivantes :
- Weymouth - Guernesey - Jersey (service annuel normalement exploité par le Condor Express) - Arrêt en 2015
- Poole - Guernesey - Jersey (service saisonnier normalement exploité par le Condor Express puis le Condor liberation à partir de 2015.
- Poole - Saint-Malo (service saisonnier normalement exploité par le Condor liberation et le Condor Rapide et fonctionne via l'une des îles Anglo-Normandes)
- Portsmouth - Guernesey - Jersey (Commodore Clipper, Commodore Goodwill. Le service est étendu à Saint-Malo le week-end par le Commodore Goodwill)
- Portsmouth - Cherbourg (service saisonnier exploité par Commodore Clipper et principalement destiné au marché de la caravane)
- Jersey et Guernesey - Saint-Malo (Condor Rapide)
- Cherbourg-Poole (service saisonnier exploité par le Condor Vitesse en collaboration avec Brittany Ferries)-Arrêt du partenariat en 2012.

## Flotte actuelle
Ferry-catamaran :
- Condor Liberation (en)
- Condor voyager

Ferry Roro :
- Commodore Clipper (construit en 1999)

Navire de Fret :
- Commodore Goodwill (lancé en 1996)

## Anciens navires
Navire à grande vitesse :
- Condor 1 (1964-1976)
- Condor 2 (1969-1970, affrété)
- Condor 3 (1974-1979)
- Condor 4 (1974-1990)
- Condor 5 (1976-1992)
- Condor 6 (1980, affrété)
- Condor 7 (1985-1993)
- Condor 8 (1988-1997)
- Condor 9 (1990-2002)
- Condor 10 (1993-1994, 2002-2011)
- Condor 11 (1995, affrété)
- Condor 12 (1996-1997, affrété)
- Condor France (1996-1999, affrété)
- Condor Vitesse (1996-2015, vendu en 2015 à Seajets)
- Condor Express (1997-2015, vendu en 2015 à Seajets)
- Condor Rapide (2010-2021, vendu en 2021 à Trasmapi)

Ferrys conventionnels :
- Clare (2000)
- Commodore Clipper (1)
- Commodore Clipper (2)
- Commodore Clipper (3)
- Commodore Clipper (4) (1991-1996)
- Commodore Enterprise
- Commodore Goodwill (1)
- Commodore Goodwill (2)
- Commodore Queen (1960-1969)
- Fleet Commodore (1951-1965)
- Gay Commodore
- Havelet (1994-2000)
- Island Commodore (1)
- Island Commodore (2) (1995-1999)
- Juniper (1990-1991, 1994)
- Norman Commodore (1)
- Norman Commodore (2)
- Norman Commodore (3) (1993-1994)
- Pride of Portsmouth (1989-1992)
- Purbeck (2002)
- Red Commodore
- Silver Commodore